# زمستان را یادته؟
زمستان را یادته؟ 
(به تلوگویی: Gurthunda Seethakalam) و فصل زمستان را به خاطر دارید؟ (به انگلیسی: Do you remember the winter season) فیلمی محصول سال ۲۰۲۲ و به کارگردانی ناگاسخار است. در این فیلم بازیگرانی همچون ساتیادف، تمنا باتیا، مگها آکاش، سوشانت، کاویا شتی و سوهاسینی مانیراتنام ایفای نقش کرده‌اند.